# Badland Hunters
Série
Concrete Utopia
(2023)
Pour plus de détails, voir Fiche technique et Distribution.
Badland Hunters (hangeul : 황야 ; hanja : 荒野 ; RR : Hwang-ya ; MR : Hwangya ; litt. « Région sauvage ») est un film sud-coréen réalisé par Heo Myeong-haeng et sorti en 2024 sur la plateforme Netflix. Il s'agit du premier long métrage du réalisateur et de la suite du film Concrete Utopia (콘크리트 유토피아, 2023) d'Eom Tae-hwa.

## Synopsis
À la suite du tremblement de terre, Séoul est devenue une ruine anarchique. Un chasseur recherche une adolescente enlevée par un médecin fou.

## Fiche technique
Sauf indication contraire ou complémentaire, les informations mentionnées dans cette section peuvent être confirmées par la base de données KMDb
- Titre original : 황야
- Titre francophone : Badland Hunters
- Réalisation : Heo Myeong-haeng
- Scénario : Kim Bo-tong et Kwak Jae-min
- Musique : Kim Dong-wook
- Décors : Cho Hwa-sung et Park Kyu-bin
- Costumes : Nam Ji-soo
- Photographie : Byeon Bong-sun
- Son : Kim Suk-won
- Montage : Nam Na-young et Ha Mi-ra
- Production : Byeon Seung-min, Choi Won-ki et Don Lee
- Société de production : Climax Studio ; Big Punch Pictures et Nova Film (coproductions)[2]
- Société de distribution : Netflix
- Budget : 14 milliards de won
- Pays de production :  Corée du Sud
- Langue originale : coréen
- Format : couleur – 2,39:1 (CinémaScope)
- Genre : action, drame, dystopie, science-fiction post-apocalyptique
- Durée : 107 minutes
- Date de sortie : 26 janvier 2024 sur Netflix

## Distribution
Source et légende : version française (VF) sur RS Doublage

### Acteurs principaux
- Ma Dong-seok (VF : Stéphane Bazin) : Nam-san
- Lee Hee-joon (en) (VF : Stéphane Roux) : Yang Gi-soo
- Lee Jun-young (en) : Choi Ji-wan
- Roh Jeong-eui (en) (VF : Jade Phan-Gia) : Han Soo-na
- Ahn Ji-hye (VF : Déborah Claude) : Lee Eun-ho

### Acteurs secondaires
- Sung Byung-sook (VF : Yumi Fujimori) : Yeon-soo, la grand-mère de Soo-na
- Park Hyo-joon (VF : Günther Germain) : Tiger
- Jang Young-nam (en) (VF : Laurence Porteil) : une professeure
- Song Chae-bin : So-yeon
- Lee Han-joo : Lee Joo-ye
- Jung Ki-sub : le père de Joo-ye
- Park Ji-hoon : Kwon Ji-hoon
- Jeong Young-joo : Bok-in

## Production

### Développement
Fin décembre 2021, alors que les tournages de la première partie Concrete Utopia (콘크리트 유토피아, 2023) d'Eom Tae-hwa a pris fin en août dernier et de la série télévisée Concrete Market (콘크리트 마켓) a débuté en novembre dernier, Ma Dong-seok vient de confirmer sa participation au projet de Concrete Utopia2, anciennement intitulé Concrete Kingdom (콘크리트 킹덤), premier long métrage du coordinateur des arts martiaux Heo Myeong-haeng et produit par les sociétés Lotte Entertainment et Climax Studio.
En janvier 2022, le titre devient désormais, toujours provisoirement, Wilderness (황야) et le tournage débutera au premier semestre de cette année.
Début novembre 2023, Netflix confirme que le film, produit par Climax Studio, en coproduction avec Big Punch Pictures et Nova Film, sera diffuser dans plus de 190 pays à travers le monde,.

### Attribution des rôles
Fin janvier 2022, Lee Jun-young et Roh Jeong-eui se joignent à Ma Dong-seok, ainsi que Lee Hee-joon qui les rejoint début février.

### Tournage
Le tournage débute, bien avant la sortie de Concrete Utopia (콘크리트 유토피아, 2023) d'Eom Tae-hwa, le 15 février 2022 et s'achève ce 18 mai.

## Accueil

### Sortie
Le 31 octobre 2023, le Conseil du film coréen annonce que Badland Hunters a pour date le 26 janvier 2024 sur Netflix qui, cette plateforme, la confirmera, le 2 janvier 2024, en révélant affiche et bande-annonce,.

### Critique
Won Jon-bin du journal OhmyNews exprime son regret du fait que l'acteur Ma Dong-seok ait interprété un personnage stéréotypé : « Les films avec Ma Dong-seok, en tant qu'acteur ou producteur, donnent souvent une impression de déjà-vu. Le genre et l'ambiance sont tellement similaires qu'il est difficile de distinguer les titres. Si Badland avait laissé la couleur de Ma Dong-seok de côté et présenté une riche atmosphère de genre, il aurait peut-être pu se détacher de son image figée ».

### Box-office
Trois jours après sa diffusion, ce film se classe numéro un du TOP 10 non anglophone des films Netflix dans 82 pays, dont la Corée du Sud, le Brésil, l'Italie, l'Espagne, la France et Taiwan, et numéro 2 dans le monde entier, enregistrant 14 300 000 vues.